# Vasile Stati
Vasile Stati (n. 20 septembrie 1939) este un istoric și politician controversat din Republica Moldova, deputat în Parlamentul Republicii Moldova în Legislatura 1994-1998.
A absolvit secția moldovenească a Facultății Istorico-Filologice din cadrul Universității de Stat din RSS Moldovenească. Stati este considerat a fi unul dintre cei mai fervenți promotori ai moldovenismului, mișcare considerată a fi de sorginte stalinistă și promovată de fostele autorități comuniste de la Chișinău.
Vasile Stati a scris monografiile documentare Moldovenii la est de Nistru și Istoria Moldovei (2002); este autor al unei serii de lucrări referitoare la dezvoltarea limbii populare moldovenești și la influențele slave asupra culturii moldovene. În anii 1980 a lucrat la Institutul lingvistic și al literaturii al Academiei de Științe a Moldovei, iar în perioada 1994-2000 a fost deputat al Parlamentului. Până în 2005 a fost secretar al centrului informațional-analitic din cadrul parlamentului moldovean.
În 2003 a publicat un dicționar moldovenesc-român, cu o prefață virulentă și cu scopul declarat de a demonstra că în cele două țări se vorbesc limbi diferite. Lingviștii Academiei Române au declarat că toate cuvintele moldovenești sunt de asemenea cuvinte românești. Și în Republica Moldova, șeful Institutului de Lingvistică, Ion Bărbuță, a descris dicționarul ca fiind o „absurditate, servind scopuri politice”. Aceste reacții academice au fost catalogate ca tendințe expansioniste românești de către Stati, acuzând guvernul român în fața forurilor internaționale. Încercările lui Vasile Stati de a denigra limba română literară au rămas în van, întrucât „limba moldovenească” este o altă denumire neoficială a limbii române, lucru consfințit mai târziu și de organele de stat din Republica Moldova.

## Publicații
- 1974 — Ымпрумутурь славе ын граюриле молдовенешть (Împrumuturi slave în graiurile moldovenești)
- 1988 — Limba moldovenească și răuvoitorii ei
- 1991 — Moldovenii din stînga Nistrului
- 1995 — Moldovenii la răsărit de Nistru
- 1998 — Istoria Moldovei în date
- 2002 — Istoria Moldovei — История Молдовы
- 2002 — Moldovenii la est de Nistru
- 2003 — Dicționar moldovenesc-românesc
- 2004 — Istoria Republicii Moldova din cele mai vechi timpuri pînă în zilele noastre
- 2004 — Ștefan cel Mare. Voievodul Moldovei. — Штефан Великий, Господарь Молдовы
- 2007 — Moldovenii din Ucraina. Studiu istorico-geografic și etnodemografic